# Operazione Safe Haven
L'Operazione Safe Haven (in italiano: "Rifugio sicuro") è stata un'operazione di evacuazione di rifugiati eseguita dai marines statunitensi per trasferire negli Stati Uniti tra i 15 700 e i 21 000 rifugiati ungheresi (su un totale di circa 200 000) in seguito alla Rivoluzione ungherese del 1956.
Il ponte aereo fu ordinato il 10 dicembre 1956 da Dwight D. Eisenhower nel contesto della Guerra fredda come reazione alla repressione sovietica dell'insurrezione ungherese. Si trattò di un'impresa congiunta da parte della Bolling Air Force Base (base aerea USA), del Military Air Transport Service, della US Navy e di vari aeromobili commerciali. Il 1 gennaio 1957, aerei da trasporto del 1608th Air Transport Wing di stanza a Charleston Field (Carolina del Sud) e 175 aerei del 1611th Air Transport Wing di stanza presso McGuire Air Force Base (New Jersey) trasferirono 9 700 rifugiati negli Stati Uniti, sotto la direzione del comandante di task force preposto al ponte aereo, maggior generale George B. Dany. Oltre al trasporto aereo, dal 18 dicembre 1956 fino al 14 febbraio 1957, alcune navi del Military Sea Transportation Service (USNS Eltinge, Haan, Marine Carp, e Walker) trasferirono 8 944 rifugiati da Bremerhaven (Germania) a New York. Questi rifugiati furono classificati secondo la rispettiva professione dal Dipartimento del Lavoro degli Stati Uniti d'America non appena giunti sul suolo statunitense.